# 里奇 (下洛林)
里奇伯爵 或 里奇（法語：或），—972年10月16日）是10世紀洛塔林吉亞地區的貴族領主。他擁有明確史料記載的呂赫高領地（位於列日與亞琛之間），並普遍被認為曾統治埃諾伯國部分地區，可能包含蒙斯一帶。

## 生平
964年，當埃諾伯爵兼下洛林公爵戈德弗魯瓦一世於964年在意大利去世後，學者推測神聖羅馬皇帝奧托一世可能將埃諾伯國部分領地授予里奇伯爵。
965年6月2日的一份文書中，里奇為紀念公爵戈德弗魯瓦一世，將聖維勒-聖吉斯蘭（St Villers St Ghislain）的土地捐贈予教會。
966年的一份皇家詔書中，里奇的領地涵蓋呂赫高，包括富倫（Voeren/Furon）與布萊尼的科爾蒂爾（Cortils in Blegny），文中明確提及「呂赫高地區，里夏爾伯爵的轄區」（in pago Liuhgouui in comitatu Richarii）。
972年，里奇在一次表面上對他舅舅維敦主教韋格弗里德的襲擊中被某位西吉貝爾特伯爵殺死，襲擊發生在“瓦德薩利斯”（Wandersalis）中。這一事件在維敦主教的編年史中有所記載。學者們注意到以下關於其親族關係的證據：
- 韋格弗里德主教於973年向維敦的聖保羅贈送洛克維勒的土地，該土地在他與其兩位親戚（sobrini）盧伊塔德伯爵和理查文伯爵之間進行安排，為其外甥（nepos）里奇伯爵的靈魂祈禱[4]。

- 973年3月15日，皇帝奧托一世將埃克費爾德（Eckfeld）賜予埃赫特納赫修道院，該地區之前由里奇伯爵所持有。

- 里奇的忌日（10月16日）在凡爾登聖保羅修道院與科隆聖格列翁教堂均有紀念[5]。

973年，里奇逝世，一位名為「里奇佐」（Richizo）的伯爵出現在埃諾地區克雷潘修道院（Crespin Abbey）的贈與中被提及。「里奇佐」可能是「里奇」的縮寫，但學者赫拉維奇卡（Hlawitschka）於1969年論證此人應為里奇的兄弟里奇溫伯爵。
里奇逝世後，在蒙斯附近發生了一場戰鬥，雷尼耶四世和魯汶伯爵蘭貝特一世試圖佔領該地。該地由兩位兄弟埃斯拜伯爵沃納和蒙斯伯爵雷諾德防守，兩人均被殺。哈瓦利奇卡認為他們可能是
里奇的兄弟，或至少是近親。

## 遺產
例如，萊昂·范德金德提出，阿爾佩圖斯·梅茲（Alpertus of Metz）提到過里奇至少有一名子女，一位名為「理奇佐」（Richizo）的兒子：
- 阿斯佩爾·海姆巴赫的戈迪佐（Godizo of Aspel Heimbach，於1011–1015年去世）

然而，哈瓦利奇卡（Hlawitschka）則認為理奇佐是理查文（Richwin）的簡稱，且理查文是另一位伯爵，可能與里奇（Richer）有密切的關係。這位被認為是理查文的理奇佐，於973年出現在埃諾伯國的記錄中，該時已在里奇去世之後。